# Morpeth
Morpeth é uma cidade do distrito de Northumberland, no Condado de Northumberland, na Inglaterra. Sua população é de 14.520 habitantes (2015).